# Pomas
Pomas é uma comuna francesa na região administrativa de Occitânia, no departamento de Aude. Estende-se por uma área de 10,15 km². Em 2010 a comuna tinha 913 habitantes (densidade: 90 hab./km²).